# Swof
SWOF (acronyme de Savage World Of Fantasy) était un fanzine de bande dessinée suisse, fondé en 1990 et disparu en 2002.
Le magazine portait sur l'actualité mondiale de la bande dessinée, allant des albums franco-belges aux comics-books américains en passant par les mangas. Il a compté 28 numéros dont des hors séries et des numéros bis.
Chaque numéro comprend en général un entretien, une analyse de l'ensemble des œuvres, enrichi de nombreux documents inédits, consacré à un dessinateur ou à un scénariste. À partir du numéro 12, SWOF était composé de deux parties : la première moitié était consacrée à des auteurs franco-belges, la deuxième moitié était consacrée à des auteurs Américain.
Ses premiers numéros étaient des photocopies agrafées tirées à 200 exemplaires et son dernier numéro a été édité par les Éditions Paquet à 3 000 exemplaires.

## Prix
SWOF a remporté le prix du meilleur fanzine critique à l'édition 1999 du festival de Bande dessinée de Sierre le BDSierre